# Simulium tosariense
Simulium tosariense es una especie de insecto del género Simulium, familia Simuliidae, orden Diptera.

## Distribución
Se distribuye por Indonesia.

## Taxonomía
Fue descrita científicamente por Edwards, 1934. Fue publicada en Deutsche Limnologische Sunda Expedition. The Simuliidae (Diptera) of Java and Sumatra.